# Răzvan Oprea
Răzvan Oprea (n. 31 ianuarie 1979, București) este un actor de teatru și film. În prezent , 2025 , joacă în serialul "Atletico Textila" și în serialul "Groapa" la Pro tv și pe Voyo.ro pe lângă mai multe spectacole la TNB și în multe alte teatre . Acesta este și regizor. A regizat numeroase spectacole de teatru . Este și co-scenarist la sezonul 2 din al serialului "Groapa" 

## Formație și premii
Răzvan Oprea este absolvent al Universității de Artă Teatrală și Cinematografică București, secția actorie. A urmat cursurile „Măștile Commediei dell`Arte" cu Ferruccio Soleri.
Răzvan Oprea a primit premiul pentru cel mai bun actor pentru rolul Georgică din spectacolul Complexul România la Festivalul de Dramaturgie Contemporană Brașov în anul 2008.

## Teatru
Răzvan Oprea a colaborat cu multe teatre bucureștene precum: Teatrul Național București, Teatrul Foarte Mic, Teatrul Art, Teatrul Tarmac de la Villette, Teatrul Luni, Teatrul Constantin Nottara.
Pentru Teatrul Național București a interpretat următoarele roluri:
- Polițistul - "Vizita bătrânei doamne" de Friedrich Dürrenmatt, regia Alexander Morfov, 2011
- Iașa, tânăr lacheu - „Livada de vișini" de A.P. Cehov, regia Felix Alexa, 2010
- Fidipide - „Comedia norilor" după Aristofan, regia Dan Tudor, 2009
- Von Koren - „Un duel" după A.P. Cehov, regia Alexandru Dabija, 2009
- Nicolau - „Molto, gran' impressione" de Romulus Vulpescu, regia Dan Tudor, 2009
- Georgică - „Complexul România" de Mihaela Michailov, regia Alexandra Badea, 2008
- Prințul Charles, duce de Normandia - "Eduard al III-lea" de William Shakespeare, regia Alexandru Tocilescu, 2008
- Gelu - „Viața mea sexuală" de Cornel George Popa, regia Sorin Militaru, 2007
- Pepelea - „Sânziana și Pepelea" după Vasile Alecsandri, regia Dan Tudor, 2006
- Stuff - „Dulcea pasăre a tinereții" de Tennessee Williams, regia Tudor Mărăscu, 2005
- Petru Rareș - „Apus de soare" de Barbu Ștefănescu Delavrancea, regia Dan Pița, 2004
- Ofițerul - „Iubire" de Lajos Barta, regia Grigore Gonța, 2004
- Lisandru - „Visul unei nopți de vară" de William Shakespeare, regia Felix Alexa, 2003

## Filmografie
- Examen (2003) – operator

- Crăciunul la Castel (2011), ca  Lord Thomas Belmont
- Locotenentul - “Iubirile de altădată”, regia Claude Lelouche, 2010
- Brett Hatfield - „Pumpkinhead: Blood Feud", regia Michael Hurst, 2007
- Nicu - „O soacră de coșmar", regia Bogdan Danelopol, 2007
- Devereaux - „Second in command", regia Simon Fellows, 2006
- Darren - „Necropolis", regia Ellory Elkheim, 2005
- Estevez - „Raptor II", regia Gary Jones, 2005
- Vlad Săndulescu - „Un caz de dispariție", Antena 1, 2005
- Marian - „Second Hand", regia Dan Pița, 2005
- Manipularea, regia Nicolae Oprițescu, 2000

## Alte colaborări
În afara colaborărilor cu teatrele, cinematografia și televiziunea a mai avut proiecte comune cu Opera Română interpretându-l pe Mozart în Amadeus și cu Circul Globus în proiectul Carnavalul de Foc. 